# Беотуки

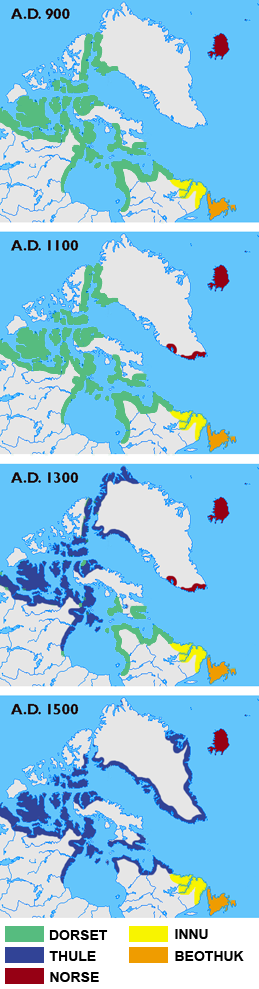
Карта культур північної Канади і Гренландії (900—1500 рр.)

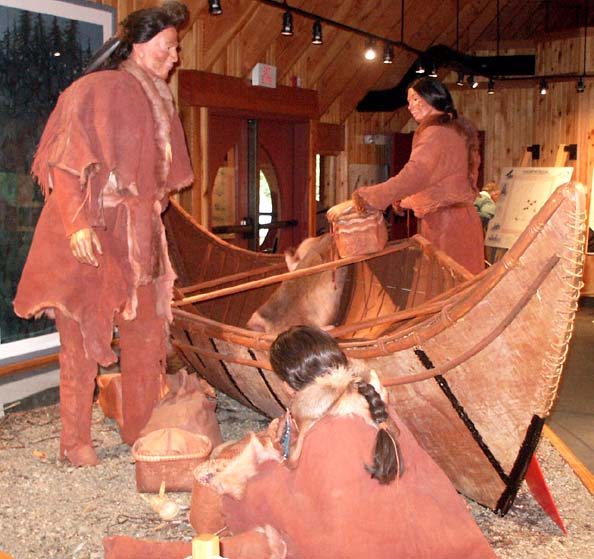
Беотуки в традиційних костюмах, музейна експозиція

Беотуки (англ. Beothuk), раніше іменувалися «червоні індіанці» (англ. Red Indians) — корінні мешканці Північно-східного Вудленду острова Ньюфаундленд, які вимерли в першій половині XIX століття в результаті європейської колонізації. Трагічна доля беотукської жінки Демасдуїт, зі слів якої відомі деякі факти про їх мову, залишила слід в канадській масовій культурі.

## Історія
Беотуки були першим індіанським плем'ям, яке вступило в контакт з європейцями під час невдалої скандинавської колонізації Америки, а також одними з перших — під час європейської колонізації Північної Америки. Ймовірно, беотуки згадуються під назвою «скрелінги» у скандинавських сагах.
За однією з версій, європейський термін «червоношкірі» походить від звичаю беотуків розфарбовувати одяг і обличчя охрою. У 1500 році їх налічувалося від 2 до 5 тисяч осіб. У 1768 році повідомлялося, що їх залишилося 400—500 осіб, а в 1811 році залишалося 72 людини (20 чоловіків, 22 жінки і 30 дітей), що жили в семи вігвамах у трьох сусідніх стійбищах на річці Експлойтс. До 1823 року з них серед живих залишилося всього 14 осіб (три сімейні пари, троє неодружених чоловіків, двоє неодружених жінок і двоє хлопчиків, а також, як вважалося, остання з беотуків — Shanawdithit, також відома як Ненсі Шаванадіт). Оскільки беотуки вкрай вороже ставилися до колонізаторів, в результаті війни вони були витіснені в непридатні для проживання місця та, як вважалося, вимерли в першій третині XIX ст. (Ненсі Шаванадіт померла від туберкульозу в лікарні міста Сент-Джонс 6 червня 1829 року). Їх останні нечисленні групи, можливо, втекли з острова на півострів Лабрадор, де, ймовірно, змішалися з інну.
Беотуки вели ізольований спосіб життя, стосунків з іншими індіанськими племенами і ескімосами не підтримували, і в той же час уникали конфліктів. Деякий час існував союз між беотуками та мікмаками, однак випадковий конфлікт (вбивство мікмакським хлопчиком беотукського в сварці) привів до великої війни, в якій мікмаки перемогли і відтіснили беотуків з частини земель.
Розмовляли ізольованою беотукською мовою. У 1910 році американський етнограф Френк Спік зробив звуковий запис беотукської пісні з вуст 75-річної жінки на ім'я Санту. Повідомлялося, що її матір'ю була жінка з племені мікмак, а батько був з племені беотуків, і саме він і навчив дочку цієї пісні. Це свідчить про те, що і після смерті Ненсі Шаванадіт в 1829 році деякі з беотуків залишалися в живих, оскільки Санту народилася близько 1835 року.
У вождя племені беотуків Ноносабасута (початок XIX століття) була виявлена мітохондріальна гаплогруппа X2a, а у його дружини Демасдуїт (близько 1796 — 8 січня 1820) — мітохондріальна гаплогруппа C.